# Ameiropsis australis
Ameiropsis australis är en kräftdjursart som beskrevs av Kunz 1975. Ameiropsis australis ingår i släktet Ameiropsis och familjen Ameiridae. Inga underarter finns listade i Catalogue of Life.